# Joseph Alcock
Pour les articles homonymes, voir Alcock.
Joseph Alcock de son vrai nom Joseph François Alcock, né le 20 février 1790 à Roanne (Loire) et décédé le 7 novembre 1864 à Noailly, est un homme politique français

## Biographie
Il est fils de Joseph Alcock, d'origine anglaise, et de Louise Pernety.
Il débute dans la magistrature en 1813 comme juge auditeur au tribunal de Roanne. Substitut en 1816, puis juge d'instruction en 1820, il est envoyé à la Chambre peu de jours avant la Révolution de juillet 1830, aux élections du 23 juin, par le 2e collège électoral de la Loire (Roanne), avec 146 voix sur 297 inscrits et 281 votants : le général de Champagny en obtient 130. Il assiste comme député à l'installation du gouvernement nouveau, dont il se déclare le partisan, et qui le nomme, le 8 septembre, président du tribunal civil de Roanne. 
Réélu député en octobre 1830, puis le 5 juillet 1831, à Roanne, sans concurrent, par 189 voix sur 324 inscrits et 199 votants, il abandonne bientôt les bancs de la majorité ministérielle pour l'opposition modérée, avec Dupont de l'Eure, Mauguin, etc. Mécontent de la marche suivie par le ministère, il donne sa démission de député en 1832, et est remplacé par M. Baude, alors dans l'opposition, et qui devient, par la suite, ministériel ardent. 
Conseiller à la cour de Lyon, du 23 février 1837, il se présente de nouveau, le 2 mars 1839, comme candidat constitutionnel, aux suffrages des électeurs de Roanne, après l'évolution politique de M. Baude, et l'emporte sur le député sortant. Il soutient alors les intérêts de sa circonscription dans une brochure intitulée : Projet d'une grande Ligne centrale de Chemin de fer par la vallée de la Loire. 
La Chambre ayant été dissoute en 1842, Alcock est battu aux élections générales de juillet, avec 19 voix seulement sur 432 inscrits et 195 votants, par M. Baude avec 163 suffrages. Chef de l'opposition libérale dans le département de la Loire et à Lyon, Alcock prend une grande part au mouvement réformiste dans la région lyonnaise, et préside le célèbre banquet de Lyon, auquel assistent seize cents convives. Le discours qu'il prononça en cette circonstance eut un grand retentissement.
La Révolution de février 1848 élève Alcock au poste de procureur général près la cour d'appel de Lyon ; le mois d'après, le département de la Loire l'envoie, le 1er sur 11, par 86,336 voix, siéger à l'Assemblée constituante. Il s'élève contre la reconnaissance du droit du travail, qu'il décrit comme une « loi de haine, de colère, d'envie et de vengeance ». Membre du comité de législation, il approuva la politique du général Cavaignac, puis se rallia, après l'élection du 10 décembre, à celle de Louis-Napoléon. Il adopta, dans son ensemble, la Constitution républicaine de 1848, mais son vote est acquis à presque toutes les propositions de la droite : Il se prononça : 
- le 26 mai 1848, pour le bannissement de la famille d'Orléans ;
- le 9 août, pour le rétablissement du cautionnement;
- le 2 septembre, pour le maintien de l'état de siège ;
- le 25 septembre, pour l'impôt proportionnel ;
- le 7 octobre, contre l'amendement Grévy ;
- le 12 janvier 1849, pour la proposition Rateau ;
- le 21 mars, pour l'interdiction des clubs ;
- le 16 avril, pour le vote de 1 200 000 francs, en vue de l'expédition de Rome ;
- le 2 mai et 26 mai, contre l'amnistie des transportés.

À l'expiration de son mandat, il accepta du Prince-président, 31 mai 1849, le poste de conseiller à la Cour de cassation, où il siégea pendant quatorze ans. Il était décoré de la Légion d'honneur (chevalier) depuis le 30 avril 1836, et avait appartenu au Conseil général de la Loire qu'il présida assez longtemps.

## Œuvre
- Projet d'une grande Ligne centrale de Chemin de fer par la vallée de la Loire, Imprimerie de Bourgogne et Martinet, 1er janvier 1842, 54 p. (lire en ligne)

## Mandats et fonctions

### Mandats parlementaires
- 23 juin 1830 - 31 mai 1831 : Député de la Loire
- 5 juillet 1831 - 23 janvier 1832 : Député de la Loire
- 2 mars 1839 - 12 juin 1842 : Député de la Loire
- 23 avril 1848 - 26 mai 1849 : Député de la Loire

### Mandat local
- 1840 - 1841 : Président du Conseil général de la Loire
- 1843 - 1844 : Président du Conseil général de la Loire
- 1846 - 1847 : Président du Conseil général de la Loire

## Décoration

### Décoration officielle
- Chevalier de la Légion d'honneur en 1836

## Sources
- « Joseph Alcock », dans Adolphe Robert et Gaston Cougny, Dictionnaire des parlementaires français, Edgar Bourloton, 1889-1891 [détail de l’édition]